# Omalo
Omalo (gruzínsky ომალო) je hlavní vesnice v historické oblasti Tušetie na severovýchodě Gruzie, nacházející se na severním svahu Velkého Kavkazu poblíž hranic s Ruskem v nadmořské výšce dosahující 2000 m. V roce 2014 byla obývaná 37 lidmi. Administrativně spadá do okresu Achmeta v kraji Kachetie. Vzhledem k vysokohorské a odlehlé poloze je vesnice po většinu roku nepřístupná, jedinou dopravní spojnicí je horská silnice z Pšaveli přes průsmyk Abano.
Vesnice se člení na větší Dolní Omalo (ქვემო ომალო, Kvemo Omalo) a Horní Omalo (ზემო ომალო, Zemo Omalo), které jsou od sebe vzdáleny asi 1,5 km.
V Omalu sídlí správa Národního parku Thušsko, nachází se tam také národopisné muzeum.

## Pevnost Keselo
V Horním Omalu se nalézají věže středověké pevnosti Keselo. Ta byla postavena během mongolského vpádu do Gruzie v 30. letech 13. století a původně ji tvořilo 13 věží, do kterých se obyvatelé uchylovali v době nebezpečí. Později byla používaná na obranu proti nájezdníkům z Dagestánu a Čečenska. Od 19. století věže chátraly a na konci druhé světové války byla většina zničena Rudou armádou.
Od roku 2003 se věže v původním stylu rekonstruují, za tím účelem byla založena nadace Keselo Foundation. Obnoveno bylo 5 věží, a to také v rámci české pomoci.